# Officier commandant
Pour les articles homonymes, voir Commandant (homonymie).
L'officier commandant (OC) (en anglais : officer commanding ou officer in command ou officer in charge, OiC) est au Royaume-Uni, au Canada, et dans le Commonwealth, le titre donné au commandant d'une unité subalterne ou d'une unité mineure, généralement de taille inférieure à un bataillon.
Par contre, le commandant (commanding officer ou CO) a la responsabilité du commandement d'une unité.

## Canada
Dans l'Armée canadienne des Forces canadiennes, l’officier commandant porte généralement le grade de major et commande une compagnie ou un escadron.

## Dans la culture populaire
Dans l’œuvre de fiction Star Trek créé par Gene Roddenberry, le rang de capitaine a pour fonction le rôle d'officier commandant (CO) en anglais. Il s'agit d'un titre qui permet de commander un vaisseau ou une station spatiale. En général, selon les règles établies par Starfleet et chacun des vaisseaux respectifs, il est préférable que l'officier commandant reste à bord du vaisseau en cas de situation dangereuse et que son officier exécutif (XO), soit envoyé à bord d'une planète.